# G'doumont
G'doumont orthographié aussi  G'doûmont ou encore Gdoumont est un hameau de la commune et ville belge de Malmedy située en Région wallonne dans la province de Liège. 
Avant la fusion des communes de 1977, G'doumont faisait partie de la commune de Bévercé

## Situation et description
G'doumont est traversé par la route nationale 681 qui relie Malmedy au barrage de Robertville Il forme avec les hameaux voisins de Chôdes et Boussire un ensemble continu d'habitations. Le centre de Malmedy se trouve à environ 4,5 km.
Initialement composé de quelques fermettes ainsi que d'une ferme en carré (située en face de l'école), l'habitat de G'doumont s'est considérablement développé par la construction de nouvelles habitations de type pavillonnaire.

## Activités
L'école communale fondamentale de Chôdes se situe en réalité dans le hameau de G'doumont.